# Mirifica
Mirifica es un género de foraminífero bentónico de la subfamilia Endothyrinae, de la familia Endothyridae, de la superfamilia Endothyroidea, del suborden Fusulinina y del orden Fusulinida. Su especie tipo es Endothyra mirifica. Su rango cronoestratigráfico abarca el Viseense superior (Carbonífero inferior).

## Discusión
Clasificaciones más recientes incluyen Mirifica en el suborden Endothyrina, del orden Endothyrida, de la subclase Fusulinana de la clase Fusulinata. Mirifica ha sido considerado homónimo posterior de Mirifica Fletcher, 1956, y se ha propuesto como sustituto Ugurus.

## Clasificación
Mirifica incluye a la siguiente especie:
- Mirifica mirifica †